# Nginx
Nginx (engine x — произносится как энджи́нкс или э́нжин-и́кс) — веб-сервер и почтовый прокси-сервер, работающий на Unix-подобных операционных системах (тестировалась сборка и работа на FreeBSD, OpenBSD, Linux, Solaris, macOS, AIX и HP-UX). С версии 0.7.52 существует экспериментальная сборка под Microsoft Windows.
Российский программист Игорь Сысоев начал разработку в 2002 году. Осенью 2004 года вышел первый публично доступный релиз. С июля 2011 работа над nginx продолжается в рамках компании Nginx.

## Основные функции
Nginx позиционируется производителем как простой, быстрый и надёжный сервер, не перегруженный функциями. Применение nginx целесообразно прежде всего для статических веб-сайтов и как обратного прокси-сервера перед динамическими сайтами.
HTTP-сервер:
- обслуживание неизменяемых запросов, индексных файлов, автоматическое создание списка файлов, кэш дескрипторов открытых файлов;
- акселерированное проксирование без кэширования, простое распределение нагрузки и отказоустойчивость;
- поддержка кеширования при акселерированном проксировании и FastCGI;
- акселерированная поддержка FastCGI и memcached-серверов, простое распределение нагрузки и отказоустойчивость;
- модульность, фильтры, в том числе сжатие (gzip), byte-ranges (докачка), chunked-ответы, HTTP-аутентификация, SSI-фильтр;
- несколько подзапросов на одной странице, обрабатываемых в SSI-фильтре через прокси или FastCGI, выполняются параллельно;
- поддержка SSL;
- поддержка PSGI, WSGI;
- экспериментальная поддержка встроенного Perl.

SMTP/IMAP/POP3-прокси сервер:
- перенаправление пользователя на SMTP/IMAP/POP3-бэкенд с использованием внешнего HTTP-сервера аутентификации;
- простая аутентификация (LOGIN, USER/PASS);
- поддержка SSL и STARTTLS.

## Архитектура
В nginx рабочие процессы обслуживают одновременно множество соединений, мультиплексируя их вызовами операционной системы select, epoll (Linux) и kqueue (FreeBSD). Рабочие процессы выполняют цикл обработки событий от дескрипторов (см. Событийно-ориентированное программирование). Полученные от клиента данные разбираются с помощью конечного автомата. Разобранный запрос последовательно обрабатывается цепочкой модулей, задаваемой конфигурацией. Ответ клиенту формируется в буферах, которые хранят данные либо в памяти, либо указывают на отрезок файла. Буфера объединяются в цепочки, определяющие последовательность, в которой данные будут переданы клиенту. Если операционная система поддерживает эффективные операции ввода-вывода, такие, как writev и sendfile, то nginx применяет их по возможности.
Алгоритм работы HTTP-сервера выглядит следующим образом:
1. получить очередной дескриптор из kevent(2);
2. прочитать данные из файла и записать в socket, используя либо write(2)/read(2), например, так[Комм 2]:

```
while

(

   
(

      
cnt
 
=
 
read

      
(

         
read_file_descriptor
,

         
buffer
,

         
block_size

      
),

      
write

      
(

         
socket_file_descriptor
,

         
buffer
,

         
count

      
)
 
==
 
cnt

   
)

)

   
byte_count
 
+=
 
count
;

```

либо используя системный вызов sendfile(2), выполняющий те же действия, что приведённый выше код, но в пространстве ядра;
1. перейти к шагу 1.

Конфигурация HTTP-сервера nginx разделяется на виртуальные серверы (директива «server»). Виртуальные серверы разделяются на location’ы («location»). Для виртуального сервера возможно задать адреса и порты, на которых будут приниматься соединения, а также имена, которые могут включать «*» для обозначения произвольной последовательности в первой и последней части либо задаваться регулярным выражением.
location’ы могут задаваться точным URI, частью URI либо регулярным выражением. Location’ы могут быть сконфигурированы для обслуживания запросов из статического файла, проксирования на fastcgi/memcached сервер.
Для эффективного управления памятью nginx использует пулы. Пул — это последовательность предварительно выделенных блоков динамической памяти. Длина блока варьируется от 1 до 16 килобайт. Изначально под пул выделяется только один блок. Блок разделяется на занятую область и незанятую. Выделение мелких объектов выполняется путём продвижения указателя на незанятую область с учётом выравнивания. Если незанятой области во всех блоках не хватает для выделения нового объекта, то выделяется новый блок. Если размер выделяемого объекта превышает значение константы NGX_MAX_ALLOC_FROM_POOL либо длину блока, то он полностью выделяется из кучи.
Таким образом, мелкие объекты выделяются очень быстро и имеют накладные расходы только на выравнивание.
nginx содержит модуль географической классификации клиентов по IP-адресу. В его основу входит база данных соответствия IP-адресов географическому региону, представленная в виде radix tree (сжатое префиксное дерево или сжатый лес) в оперативной памяти. nginx предварительно распределяет первые несколько уровней дерева таким образом, чтобы они занимали ровно 1 страницу памяти. Это гарантирует, что при поиске IP-адреса для первых нескольких узлов при трансляции адреса всегда найдётся запись в TLB.

## Популярность
По данным Netcraft на август 2020 года, число сайтов, обслуживаемых nginx, превышает 448 миллионов, что делает его первым по популярности веб-сервером в мире. Доля среди активных сайтов — 19,74 %, что ставит nginx на второе место после веб-сервера Apache.
По данным W3Techs, nginx наиболее часто используется на высоконагруженных сайтах, занимая первое место по частоте использования среди 100 000 самых посещаемых сайтов в мире — больше трети из них работает на nginx.
На 2017 год, по данным российского регистратора REG.RU, nginx является самым популярным веб-сервером доменных зон .ru, .рф и .su, обслуживая более половины каждого сегмента. nginx — самый популярный веб-сервер в России с долей рынка 65,90 %.
Среди известных проектов, использующих nginx: Рамблер, Яндекс, ВКонтакте, Facebook, Netflix, Instagram, Mail.ru, Хабр, Живой Журнал, Avito.ru, Badoo, Ukr.net, Begun, Wordpress.com, SourceForge.net, Qiwi.com, Groupon, Rutracker.org, Pinterest, Tumblr, Superjob.ru, HeadHunter, 2ГИС, Orcatec и многие другие.

## Компания Nginx
Для разработки коммерческих продуктов Игорь Сысоев создал в июле 2011 года компанию Nginx. Разработка ведётся в офисе, находящемся в Москве, для продаж создана американская «дочка» — Nginx Inc. В феврале 2012 компания начала предоставлять платные услуги, были введены три пакета технической поддержки — Premium, Advanced и Essential, в рамках которых подписчики получали услуги по установке, настройке производительности, конфигурации, сопровождению, содействию в проектировании, окончательной оптимизации.
В декабре 2011 года компания привлекла 3 млн долларов от пула инвесторов (в раунде лидировал фонд BV Capital; соинвесторами выступили фонды Runa Capital и семейный фонд Майкла Делла MSD Capital.
В октябре 2013 компания привлекла ещё 10 млн долларов. Ведущим инвестором выступил фонд New Enterprise Associates; соинвесторами выступили все фонды предыдущего раунда, а также Аарон Леви, глава Box.com.
9 декабря 2014 было объявлено о привлечении дополнительных инвестиций в размере 20 млн долларов. Возглавил раунд венчурный фонд New Enterprise Associates при участии фондов Index Ventures, Runa Capital, E.ventures (бывший BV Capital) и гендиректора Nginx Гуса Робертсона.
11 марта 2019 года компания F5 Networks объявила о покупке Nginx за 670 млн долларов, сделка была завершена 9 мая 2019 года.
12 декабря 2019 года стало известно, что корпорация Rambler (46,5 % которой принадлежит Сбербанку России) заявила исключительные права на исходные тексты nginx, отдельные СМИ сообщали о проведении обыска в офисе компании Nginx и об уголовном деле по ст. 146 УК РФ (Нарушение авторских и смежных прав). 18 мая 2020 года дело прекращено по пункту 1 части 1 статьи 24 УПК РФ (отсутствие события преступления).
18 января 2022 года было объявлено, что Игорь Сысоев покидает Nginx и F5.
В конце 2022 года часть бывших разработчиков Nginx выпустила Angie, форк Nginx с открытым исходным кодом; Игорь Сысоев в работе над этим проектом участия не принимает.